# Нервово-артритичний діатез
Нерво́во-артрити́чний діате́з — форма діатезу являє собою спадковий, найчастіше генетично зумовлений дефект обміну пуринових основ і солей сечової кислоти, що утворюються в організмі в результаті розпаду білка.
У розвитку нервово-артритичного діатезу основне значення надається порушенню активності ферментів печінки. Провокуючим моментом є перевантаження білком, особливо м'ясними продуктами, раціону вагітної та дитини раннього віку. Одночасно відбувається порушення вуглеводного і жирового обміну, є схильність до кетоацидозу (накопиченню недоокислених продуктів обміну жирів).

## Симптоми
Прояви нервово-артритичного діатезу на перших роках життя виражаються в підвищеній збудливості, поганому сні і апетиті, недостатньому набиранні маси тіла, нестійких випорожненнях, іноді — у випереджаючому психомоторному розвитку.
Стійкість до інфекційних захворювань не змінена, та інфекційні процеси, як правило, розвиваються з такою ж частотою, як і у решти дітей, хоча у дітей з нервово-артритичним діатезом і можуть спостерігатися безпричинні підйоми температури.

## Лікування
Основний момент лікування — раціональний режим і харчування. Дітей з нервово-артритичним діатезом треба оберігати від інтенсивних психічних навантажень. Дуже корисні систематичне проведення загартовування, ранкової зарядки, регулярні прогулянки, фізкультура.
У раціоні у дітей і годуючої мами повинні бути переважно молоко, вегетаріанські продукти. Жири, м'ясо і риба обмежуються. Продукти, багаті пуриновими  основами та кофеїном (печінка, нирки, мозок, оселедець, паштет, сардини, шоколад, какао) слід виключити. З овочів не рекомендуються шпинат, щавель, зелений горошок. Для поліпшення переносимості жирів таким дітям замість цукру краще давати ксиліт, сорбіт. Корисні рясне пиття, лужні мінеральні води.
При необхідності лікар призначить лікарські препарати. Спеціального лікування при субфебрилітет (стійкому підвищенні температури до 37,5 °С) таким дітям не потрібна, і після виключення вогнищ інфекції лікування проводять тільки шляхом нормалізації режиму і дієти, призначення заспокійливих засобів.
Фітотерапія для найменших.